# Megkülönböztető képesség (védjegyjog)
A védjegyek megkülönböztető képessége alapvető fogalom az egyes államok védjegyekre  vonatkozó jogszabályaiban. Egy védjegybejelentés nem nyerhet védjegyoltalmat, ha a benne foglalt megjelölés nem rendelkezik megkülönböztető képességgel. A megkülönböztető képesség elvesztése ugyanakkor egy oltalom alatt álló védjegy oltalmának megszűnését eredményezheti.  

„Védjegyoltalomban részesülhet minden megjelölés, amely
a) alkalmas arra, hogy valamely árut vagy szolgáltatást megkülönböztessen mások áruitól vagy szolgáltatásaitól; és
b) a védjegylajstromban olyan módon ábrázolható, hogy a jogalkalmazó szervek és a nyilvánosság egyértelműen és pontosan meg tudják határozni a védjegybejelentő által igényelt, illetve a védjegyjogosult javára fennálló oltalom tárgyát.
(2) Védjegyoltalomban részesülhetnek különösen a következő megjelölések:
a) szó, szóösszetétel, beleértve a személyneveket és a jelmondatokat is;
b) betű, szám;
c) ábra, kép;
d) sík- vagy térbeli alakzat, beleértve az áru vagy a csomagolás formáját;
e) szín, színösszetétel, fényjel, hologram;
f) hang;
g) mozgást megjelenítő megjelölés;
h) pozíciómegjelölés;
i) multimédia-megjelölés;
j) mintázat; valamint
k) többféle megjelölés összetétele. ”

## A megkülönböztető képesség vizsgálata
Minden egyes  védjegybejelentési eljárás folyamán az eljáró hatóság (Szellemi Tulajdon Nemzeti Hivatal) hivatalból vizsgálja, vajon a megjelölésnek van- megkülönböztető képessége.

## A megkülönböztető képesség megszűnése
A magyar védjegytörvény szerint "A védjegyoltalom megszűnik, ha... a védjegyjogosult magatartása miatt a megjelölés a gazdasági tevékenység körében azoknak az áruknak vagy szolgáltatásoknak a szokásos nevévé vált, amelyekre lajstromozták." 
Egy védjegy regisztrálhatóvá válhat, ha ellátja az alapvető védjegyfunkciót, és megkülönböztető jellege van. A regisztrálhatóság egy folytonos skálán értelmezhető, ahol az „önmagában megkülönböztető” márkák a skála egyik végén, a „generikus” és „leíró” márkák pedig, amelyek nem rendelkeznek megkülönböztető jellemmel, a másik végén helyezkednek el, míg a „sugalló” és „önkényes” márkák e két pont között találhatók. A „leíró” márkáknak másodlagos jelentés révén kell megszerezniük megkülönböztető képességüket—amikor a fogyasztók a márkát az áru vagy szolgáltatás forrásaként ismerik fel—ahhoz, hogy védelmet élvezhessenek.[1] A „generikus” kifejezések magukra a termékekre vagy szolgáltatásokra utalnak, és nem használhatók védjegyként.

## A jellegzetesség spektruma
Az Egyesült Államok védjegyjoga szerint az Abercrombie & Fitch Co. kontra Hunting World ügy (537 F.2d 4, 2. kör, 1976) megállapította a védjegyek megkülönböztető képességének spektrumát az Egyesült Államokban, amely a védjegyeket különböző osztályokra bontja, amelyek eltérő mértékű védelmet élveznek. A bíróságok gyakran hivatkoznak a „megkülönböztető képesség spektrumára”, amelyet az Egyesült Államokban az „Abercrombie osztályozásnak” vagy „Abercrombie tényezőknek” is neveznek.

### Képzeletbeli márkák

A képzeletbeli vagy önmagukban megkülönböztető védjegyek elsődlegesen regisztrálhatók, és teljesen kitalált vagy „képzeletbeli” jeleket tartalmaznak.[5] Például a „Kodak” kifejezésnek nem volt jelentése, mielőtt védjegyként alkalmazták volna áruk, például fotócikkek kapcsán. Az ilyen kitalált márkák olyan új szavak, amelyek korábban nem szerepeltek szótárban..

### Önkényes márkák
Az önkényes védjegyek általában közönséges szavak, amelyeket értelmetlen kontextusban használnak (például „Apple” számítógépekre). Ezek a márkák szótári jelentéssel rendelkező szavakból vagy képekből állnak, amelyeket a szokásos jelentésükkel nem összefüggő árukhoz vagy szolgáltatásokhoz társítanak. Az önkényes márkák is azonnal regisztrálhatók. Például a „Salty” önkényes márka lenne, ha telefonokhoz kapcsolódna, például „Salty Telephones” néven, mivel a „só” kifejezésnek nincs különös kapcsolata az ilyen termékekkel.

### Szuggesztív jegyek
A szuggesztív védjegy a termékek vagy szolgáltatások természetére, minőségére vagy egy jellemzőjére utalnak, de nem írják le azt, és a fogyasztónak képzelőerőre van szüksége a jellemző azonosításához. Példák sugalló márkákra: Blu-ray, amely egy új, nagy kapacitású adattárolási technológia, amely „kék” (valójában ibolya) lézert használ, valamint az Airbus, egy kereskedelmi repülőgépeket gyártó légi közlekedési vállalat.

### Leíró jegyek
A leíró márkák olyan szótári jelentéssel rendelkező kifejezések, amelyeket közvetlenül a jelentésükkel összefüggő árukhoz vagy szolgáltatásokhoz használnak. Például a „Salty” kifejezés sózott kekszekkel vagy szardellákkal kapcsolatban. Az ilyen kifejezések csak akkor regisztrálhatók, ha „másodlagos jelentést” szereznek, és a fogyasztók annyira megkülönböztetőnek tekintik őket, hogy a piacon egy adott márkanevet azonosítanak velük.

### Általános kifejezések
A „generikus kifejezés” a termékek vagy szolgáltatások általános neve, például a „só” nátrium-kloridra utalva. A generikus kifejezések nem képesek ellátni a védjegy alapvető funkcióját, vagyis az áruk vagy szolgáltatások azonosítását, ezért nem részesülhetnek jogi védelemben. Ez azért van, mert szükség van egy általános kifejezésre, amelyet bárki – beleértve más gyártókat is – használhat a termékek megnevezésére anélkül, hogy egy adott szervezet védjegyét használná. Azok a márkák, amelyek elvesztik megkülönböztető jellegüket és generikussá válnak, „generikus védjegyként” ismertek. Azok a márkák, amelyek egy generikus kifejezés helyesírásának elferdítésével jönnek létre (például a szóköz elhagyásával), szintén nem változtatják meg a kifejezés generikus jelentését. Például az „Aspirin” az Egyesült Államokban generikus szó az acetilszalicilsavra (ASA), bár ez továbbra is bejegyzett védjegy a Bayer AG számára bizonyos országokban. Egy másik példa a „cyberpunk” kifejezés, amely az Egyesült Államokban a R. Talsorian Games Inc. asztali szerepjátékának bejegyzett védjegye,[9] míg az Európai Unióban a CD Projekt SA által „játékok és online játékszolgáltatások” számára, és a Sony Music által a játékokon kívüli felhasználásokra.A védjegyjog általában ország-specifikus, ezért egy olyan márka, amely egy országban generikussá válik, például az Aspirin, továbbra is használható és elismert védjegyként egy másik országban.

## A megkülönböztető képesség értékelése
A védjegyperes ügyekben a bíróságokat leggyakrabban arra kérik, hogy különbséget tegyenek a sugalló és a leíró márkák, illetve a leíró és generikus márkák között. Ez azért van, mert a sugalló márkákat, akárcsak a képzeletbeli és önkényes márkákat, védelemre jogosultnak tekintik, míg a leíró márkák csak akkor jogosultak védelemre, ha a piacon ismertté váltak a termék gyártójának képviselőiként, a generikus márkák pedig soha nem kaphatnak védelmet. A fentiekből látható, hogy egy kifejezés megkülönböztető jellege szorosan összefügg azzal, hogy az adott kifejezést milyen árukhoz vagy szolgáltatásokhoz használják.
A megkülönböztető jelleg értékelésének általános módja, hogy figyelembe vesszük a fogyasztó reakcióját egy márkára.Egy márka csak akkor lehet eredendően regisztrálható, ha a fogyasztó még soha nem találkozott vele korábban. Másrészről, ha a márka bármilyen tulajdonságot közöl az adott termékekkel vagy szolgáltatásokkal kapcsolatban (például hogy ízletes, nagy, fűszeres, fekete vagy édes), valószínűleg nem lesz eredendően regisztrálható.
Egy másik példa a leíró márkára egy földrajzi szó vagy kifejezés, amely csupán a termék vagy szolgáltatás eredetére utal. Például, ha egy Houstonban gyártott fagylalt „Houston fagylalt” néven szerepel, megtagadhatják a védjegyoltalmat azon az alapon, hogy a Houston szó csupán leíró. Ugyanakkor nagyobb esélyük lehet a „North Pole fagylalt” névvel. Ez utóbbi esetben, bár az Északi-sark földrajzi hely, a fagylaltot valójában nem ott gyártják, és észszerű ember nem feltételezné, hogy az Északi-sark szó itt szó szerint leíró.
Ezért azokat a márkákat, amelyek terméket vagy szolgáltatást azonosítanak vagy leírnak, vagy amelyeket gyakran használnak, illetve földrajzi jelzésekként alkalmaznak, általában nem lehet védjegyként regisztrálni, és továbbra is a köz számára elérhetők maradnak.Például az „alma” mint generikus kifejezés, vagy az olyan leíró kifejezések, mint a „piros” vagy a „lédús”, nem regisztrálhatók almákra vonatkozó védjegyként.
Elsődleges szempontként olyan márkákat kell választani, amelyek eredendően megkülönböztetők, mivel ezek rendelkeznek a legerősebb megkülönböztető jellel, és nincs szükség bizonyítékra a használatukra a megszerzett megkülönböztető jelleg igazolásához. Egy képzeletbeli, önkényes vagy sugalló kifejezés eredendően megkülönböztető lehet, és regisztrálható anélkül, hogy megszerzett megkülönböztető jelleget bizonyítanának. Bár ezek a kategóriák leginkább a szavakat tartalmazó védjegyek esetében alkalmazhatók, ugyanezek az általános elvek érvényesek mindenféle védjegyre. Például egy fenyőfa alakja leíró, ha fenyőillatú termékekre alkalmazzák.

### Megszerzett megkülönböztető jelleg
Egy védjegy, amely nem rendelkezik megkülönböztető jellel (vagyis nem eredendően megkülönböztető), alapvetően nem regisztrálható. Azonban a legtöbb joghatóság továbbra is lehetővé teheti az ilyen védjegyek regisztrációját, ha a védjegy tulajdonosa bizonyítani tudja, hogy a fogyasztók a piacon kizárólag a márkával azonosítják az adott terméket vagy szolgáltatást.
„Használatként” elfogadható lehet a védjegytulajdonos vagy egy engedélyezett fél általi engedélyezett használat is. Ha a védjegyiroda elégedett a bemutatott bizonyítékokkal, és úgy ítéli meg, hogy a védjegy „megszerzett” megkülönböztető jelleget mutat, akkor a védjegy a megszerzett megkülönböztető jelleg alapján regisztrálhatóvá válhat.
A felhasználás elfogadható bizonyítékainak típusa és terjedelme joghatóságonként eltérő lehet, bár a leghasznosabb bizonyítékok általában magukban foglalják az eladási adatokat, a reklám- és promóciós költségek részleteit, valamint a promóciós anyagok példáit. A fogyasztói felmérések szintén segíthetnek igazolni, hogy a fogyasztók elsősorban a védjegytulajdonos termékeivel vagy szolgáltatásaival azonosítanak egyébként nem megkülönböztető védjegyeket. Általában a használat bizonyítéka csak akkor fogadható el vagy releváns, ha egy meghatározott időszakra vonatkozik (például a védjegybejelentés benyújtása előtti három évre), és az adott joghatóságon belül keletkezett.
A megszerzett megkülönböztető jelleg kifejezését elfogadják az Európai Unióban, valamint a brit Nemzetközösség olyan joghatóságai, mint Ausztrália, Hongkong és az Egyesült Királyság, illetve az Egyesült Államok közjogi rendszere (ahol a másodlagos jelentés kifejezést is használják). Az Egyesült Államokban, ha egy védjegyet a regisztrációt követően legalább öt évig folyamatosan használnak, a használati jog és a regisztráció „megtámadhatatlanná” válhat (például nem lehet törölni használaton kívüliség miatt, de generikussá válás miatt igen). Ezekben az esetekben az Egyesült Államok Szabadalmi és Védjegyhivatala (USPTO) ellenőrzi, hogy a megtámadhatatlansági kérelmek megfelelnek-e a formai követelményeknek, de hogy egy regisztráció jogilag megtámadhatatlan-e, azt csak a regisztrációt érintő jogi eljárások során lehet megállapítani.
A védjegy alapvető funkciója, hogy kizárólagosan azonosítsa a termékek vagy szolgáltatások kereskedelmi forrását vagy eredetét, így a védjegy – helyesen nevezve – forrásjelzőként vagy eredeti jelvényként szolgál. A védjegy ilyen jellegű használatát védjegyhasználatnak nevezik. Bizonyos kizárólagos jogok kapcsolódnak egy bejegyzett védjegyhez, amelyek érvényesíthetők védjegybitorlás elleni kereset útján, míg a nem regisztrált védjegyek jogai a közjogi „megtévesztés” alapján érvényesíthetők.
A védjegyjogok általában egy védjegy használatából és/vagy regisztrációjából (lásd alább) származnak, kizárólag egy adott típusú vagy tartományú termékekhez vagy szolgáltatásokhoz kapcsolódóan. Bár időnként lehetséges jogi lépéseket tenni a védjegy használatának megakadályozása érdekében az adott tartományon kívüli termékekkel vagy szolgáltatásokkal kapcsolatban (például a megtévesztés jogcímén), ez nem jelenti azt, hogy a védjegyjog megakadályozná annak a védjegynek a használatát a nagyközönség által. Egy közönséges szó, kifejezés vagy más jel csupán annyiban távolítható el a közösségi használatból, amennyiben a védjegytulajdonos képes fenntartani kizárólagos jogait az adott jelre bizonyos termékekkel vagy szolgáltatásokkal kapcsolatban, feltéve, hogy nincsenek más védjegyellenvetések. Mindkét koncepcióra példa az Apple Corps kontra Apple Computer ügy esettanulmánya.

### A megkülönböztető jelleg fenntartása
Ha egy bíróság úgy ítéli meg, hogy egy védjegy a közhasználat révén „generikussá” vált (így a védjegy már nem látja el az alapvető védjegyfunkciót, és az átlagfogyasztó már nem tekinti azt kizárólagos jognak), az adott védjegy regisztrációját szintén érvénytelennek nyilváníthatják.
Például a Bayer cég „Aspirin” védjegyét az Egyesült Államokban generikussá nyilvánították, ezért más cégek is használhatják ezt a nevet az acetilszalicilsavra (ASA), bár ez továbbra is védjegy Kanadában. A „Xerox” (fénymásolók) és a „Band-Aid” (ragasztós sebtapaszok) szintén olyan védjegyek, amelyek bizonyos országokban elveszíthetik védjegystátuszukat, ha generikussá válnak, amit az adott védjegytulajdonosok aktívan próbálnak megakadályozni. Annak érdekében, hogy a védjegyek ne váljanak generikussá, a védjegytulajdonosok gyakran kapcsolatba lépnek azokkal, akik látszólag helytelenül használják a védjegyet – például weboldal-szerzőkkel vagy szótárszerkesztőkkel –, és kérik, hogy hagyjanak fel a helytelen használattal.
A védjegy megfelelő használata azt jelenti, hogy a védjegyet melléknévként kell használni, nem pedig főnévként vagy igeként, bár bizonyos védjegyeket gyakran használnak főnévként, ritkábban igeként. Például az Adobe e-maileket küldött számos weboldal-szerzőnek, akik a „photoshoppolt” kifejezést használták, figyelmeztetve őket, hogy kizárólag az „Adobe® Photoshop® szoftver által módosítva” kifejezést használják. A Xerox nyomtatott hirdetéseket vásárolt, amelyekben kijelentette: „nem xeroxolhat egy dokumentumot, de másolatot készíthet egy Xerox márkájú másológépen”.
Egy másik népszerű példa a „frappuccino” szó használata a Starbucks ügyfelei által, akik mindenféle turmixolt kávés italra használják a kifejezést, bár az alkalmazottakat arra utasítják, hogy kizárólag a „frappuccino turmixolt kávé” vagy „frappuccino turmixolt krém” kifejezéseket használják ezekre az italokra. Ez a szabály azonban nem mindig szigorú; például a Lexis-Nexis az Egyesült Államokban bejegyzett védjeggyel rendelkezik a „Shepardize” kifejezésre (Reg. No. 1743711), és egy weboldalon úgy határozza meg, mint „az idézetek keresésének folyamata” a „Shepard's Citations” könyvsorozatban.[20]
Az ilyen erőfeszítések hosszú távon lehetnek sikeresek vagy sikertelenek a generikussá válás megakadályozásában, ami kevésbé függ a védjegytulajdonos erőfeszítéseitől, mint attól, hogy a közvélemény ténylegesen hogyan érzékeli és használja a védjegyet. Jogilag azonban fontosabb, hogy a védjegytulajdonos láthatóan és aktívan próbálja megakadályozni a védjegy generikussá válását, függetlenül attól, hogy ez valójában sikeres-e vagy sem.

## Fordítás
- Ez a szócikk részben vagy egészben  a   Trademark distinctiveness című angol Wikipédia-szócikk fordításán alapul.  Az eredeti cikk szerkesztőit annak laptörténete sorolja fel. Ez a jelzés csupán a megfogalmazás eredetét és a szerzői jogokat jelzi, nem szolgál a cikkben szereplő információk forrásmegjelöléseként.